# Człowiek Roku „Dziennika Bałtyckiego”
Człowiek Roku „Dziennika Bałtyckiego” – nagroda Dziennika Bałtyckiego dla osoby, która przyczynia się do rozsławienia Pomorza. Nagroda jest przyznawana przez Kapitułę Nagrody od 2001 roku.

## Laureaci
- 2001 – Maciej Żylicz[2]
- 2002 – Wojciech Szczurek
- 2003 – Paweł Olechnowicz
- 2004 – Janusz Limon
- 2005 – Leszek Możdżer
- 2006 – Piotr Krakowiak
- 2007 – Janusz Rachoń
- 2008 – Natalia Partyka
- 2009 – Jacek Jassem[3]
- 2010 – Daniel Czapiewski[4][5]
- 2011 – Danuta Wałęsa[6]
- 2012 – Paweł Adamowicz[7]
- 2013 – Małgorzata Rybicka[8]
- 2014 – Jan Adam Kaczkowski[9]
- 2015 – Jerzy Limon[10]
- 2016 – Paweł Machcewicz[11]
- 2017 – Łukasz Ossowski[12]
- 2018 – Elżbieta Tatarkiewicz-Skrzyńska[13]
- 2019 – Patrycja Krzymińska[14]
- 2020 – Tomasz Augustyniak[15]